# ماپت‌ها: تحت تعقیب
ماپت‌ها: تحت تعقیب (انگلیسی: Muppets Most Wanted) فیلمی آمریکایی در سبک موزیکال، معمایی، سرقت و کمدی است که در سال ۲۰۱۴ منتشر شد. از بازیگران آن می‌توان به ریکی جرویس، تینا فی و تای بورل اشاره کرد.